# Dikwa andresi
Dikwa andresi is een vlokreeftensoort uit de familie van de Dikwidae. De wetenschappelijke naam van de soort is voor het eerst geldig gepubliceerd in 2003 door Lörz & Coleman.